# Obed (rivière)
Pour les articles homonymes, voir Obed.
L'Obed est un cours d'eau américain qui s'écoule dans les comtés de Cumberland puis de Morgan, dans le Tennessee. La rivière se jette dans l'Emory, qui fait partie du système hydrologique du Mississippi.
La rivière couvre une surface totale de 1347 km² dans le plateau de Cumberland. La rivière et ses chutes d'eau sont protégées par le Wild and Scenic Rivers Act. L'Obed Wild and Scenic River est l'aire protégée qui entoure la rivière.
Un centre de traitement des eaux de la rivière est installé à Crossville, proche de la source de la rivière.